# 笹丸 (さいたま市)
笹丸（ささまる）は、埼玉県さいたま市見沼区の大字。郵便番号は337-0031。

## 地理
見沼区の南部、中央寄りに位置する。町域の大半は大宮台地上に立地する。北部の見沼の開析谷由来の低地は鍵のような形になっている。東側で染谷に、南側と西側で御蔵に、西側で東新井に、北側で大谷に隣接する。
全域が市街化調整区域に指定されている。地区内中央を南北に道路が通り、その周辺が宅地化され民家が集まっている。その他は主に耕作地の農業地域となっている。北部の低地には霊園がある。

## 歴史
江戸時代、当地区は武蔵国足立郡南部領に属する笹丸村であった。村高は『元禄郷帳』では20石余、『天保郷帳』では50石余であった。助郷は日光御成街道岩槻宿組合に出役していたが、寛保・宝暦年間は中山道大宮宿にも差村していた。化政期の戸数は8軒で、村の規模は東西3町、南北2町余であった。地理的に用水の確保が困難で度々旱魃に苦しんだようである。地名の「マル」は朝鮮上古の言葉で山を意味するが、台地や林などを意味する場合もあるという。村内の観音堂では天保 - 弘化年間に寺子屋が開かれていた。
- 正保 - 元禄年間より片柳村より分村する。知行は旗本大岡氏[6]。なお、検地時期は不詳。
- 1828年（文政11年）より大門宿寄場34か村組合に所属[6]。
- 幕末時点では足立郡笹丸村であった。明治初年の『旧高旧領取調帳』の記載によると、知行は旗本大岡主水であった[7]。
- 1869年（明治2年）12月2日 - この日までに旗本領が上知され、浦和県の管轄となる（府藩県三治制も参照）。
- 1871年（明治4年）11月13日 - 第1次府県統合により埼玉県の管轄となる。
- 1879年（明治12年）3月17日 - 郡区町村編制法により成立した北足立郡に属す。郡役所は浦和宿に設置。
- 1889年（明治22年）4月1日 - 町村制施行により、片柳村・山村・東新井村・中川村・笹丸村・御蔵村・染谷村・南中野村・南中丸村・上山口新田・西山村新田・新右エ門新田・加田屋新田が合併し、新たな片柳村が成立[8]。片柳村の大字笹丸となる[6]。
- 1955年（昭和30年）1月1日 - 指扇村・馬宮村・植水村・片柳村・七里村・春岡村が大宮市へ編入合併され[9]、大宮市の大字となる。
- 1975年（昭和50年）12月1日 - 市営霊園の募集を一部で開始する[10]。
- 1976年（昭和51年）4月 - 地区の北部に市営霊園の大宮市霊園（現・さいたま市思い出の里市営霊園・）が開設される[11]。
- 2001年（平成13年）5月1日 - 浦和市・大宮市・与野市が合併し、さいたま市が発足。同市の大字となる。
- 2003年（平成15年）4月1日 - さいたま市が政令指定都市に移行し、同市見沼区の大字となる。
- 2006年（平成18年）4月1日 - 地区の北部に「彩の国フォーシーズンメモリアル」が開園する。

### 存在していた小字
- 芝山・荒神山[12]

## 世帯数と人口
2017年（平成29年）9月1日現在の世帯数と人口は以下の通りである。
| 大字     | 世帯数  | 人口  |
| -------- | ------- | ----- |
| 大字笹丸 | 130世帯 | 292人 |

## 小・中学校の学区
市立小・中学校に通う場合、学区（校区）は以下の通りとなる。
| 区域 | 小学校                 | 中学校                 |
| ---- | ---------------------- | ---------------------- |
| 全域 | さいたま市立片柳小学校 | さいたま市立片柳中学校 |

## 交通

### 鉄道
地内に鉄道は敷設されていない。

### 道路
南部に都市計画道路大宮中央通線が計画されているが、未整備となっている。
- 埼玉県道214号新方須賀さいたま線 - 南部で接する

### バス
- さいたま市コミュニティバス
  - 見沼区コミュニティバス：国際興業バスさいたま東営業所に運行を委託
    - さぎ山ルート：大谷県営住宅 - 七里学校前 - 大谷中学校 - 大和田駅 - 見沼区役所 - 七里駅西 - 大谷県営住宅 - 片柳コミュニティセンター - 染谷南 - さぎ山記念公園（構内）
    - 沖郷ルート：大谷県営住宅 - 七里学校前 - 大谷中学校 - 大和田駅 - 見沼区役所 - 七里駅西 - 大谷県営住宅 - 片柳コミュニティセンター - 染谷南 - 沖郷会館

## 施設
- 彩の国フォーシーズンメモリアル（一部） - 霊園
- さいたま市思い出の里市営霊園（一部）
- 笹丸荒神社
- 笹丸観音堂